# Наггет
Австралійський нагет (англ. nugget - Самородок) — золота монета Австралії.
Уперше представлені у 1986. Починаючи з першого тиражу монета мала унікальне на той момент оформлення у двох тонах. Ця якість надає наггетам додаткової цінності порівняно з іншими подібними монетами.
За якістю австралійські золоті монети значно перевершують монети багатьох інших країн, у тому числі США та Канади.
Наггети мають статус законного платіжного засобу в Австралії і є одним з небагатьох видів золотих монет, що знаходяться в обігу, оформлення яких щорічно оновлюється. Додаткову цінність створює обмеженість щорічного тиражу наггетів.
На лицьовій стороні зображена королева Єлизавета II. Головним елементом оформлення зворотного боку монет 1986-1989 (перші роки випуску) були золоті самородки (англ. nugget), що і дало назву серії монет. Головний елемент оформлення зворотного боку монет наступних років випуску – кенгуру.
Проба золота 999,9.
У 2011 (на монеті вказано 2012) у серії Австралійський наггет монетним двором Перта випущена найважча у світі золота монета, номіналом мільйон доларів, вагою 1012 кілограмів, діаметр монети – 80 сантиметрів, товщина – 12 сантиметрів.
| Розмір            | Номінальна вартість | Діаметр (мм) | Вага монети (г) | Вага золота (г) |
| ----------------- | ------------------- | ------------ | --------------- | --------------- |
| 1012 кг           | 1 000 000 AUD       | 800          | 1012000         |                 |
| 1 кг (32,1507 у.) | 3000 AUD            | 74.5         | 1000.1          | 1000            |
| 10 у.             | 1000 AUD            | 59.7         | 311.62          | 311.04          |
| 2 у.              | 200 AUD             | 40.4         | 62.324          | 62.207          |
| 1 у.              | 100 AUD             | 32.1         | 31.162          | 31.104          |
| 1/2 у.            | 50 AUD              | 25.1         | 15.594          | 15.552          |
| 1/4 у.            | 25 AUD              | 20.1         | 7.807           | 7.776           |
| 1/10 у.           | 15 AUD              | 16.1         | 3.133           | 3.11            |
| 1/20 у.           | 5 AUD               | 13.7         | 1.555           | 1.555           |